# Amtsgericht Gerdauen
Das Amtsgericht Gerdauen war ein preußisches Amtsgericht mit Sitz in Gerdauen, Ostpreußen.

## Geschichte
Das königlich preußische Amtsgericht Gerdauen wurde mit Wirkung zum 1. Oktober 1879 als eines von 17 Amtsgerichten im Bezirk des Landgerichtes Bartenstein im Bezirk des Oberlandesgerichtes Königsberg gebildet. Der Sitz des Gerichtes war Gerdauen. Aufgehoben wurde die Gerichtskommission Gerdauen beim Kreisgericht Wehlau. Sein Gerichtsbezirk umfasste den Kreis Gerdauen außer dem Teil, der dem Amtsgericht Nordenburg zugeordnet war. Am Gericht bestanden 1888 zwei Richterstellen. Das Amtsgericht war damit ein mittelgroßes Amtsgericht im Landgerichtsbezirk.
Im Jahre 1945 wurden der Amtsgerichtsbezirk unter sowjetische Verwaltung gestellt und die deutschen Einwohner vertrieben. Damit endete auch die Geschichte des Amtsgerichtes Gerdauen.